# Mitsubishi A5M
Die Mitsubishi A5M (jap. 九六式艦上戦闘機, kyūjū-roku-shiki kanjō sentōki, dt. „Typ 96 trägergestütztes Jagdflugzeug“, alliierter Codename: Claude) war ein Jagdflugzeug von Mitsubishi. Die A5M war das erste Eindecker-Trägerjagdflugzeug der Kaiserlich Japanischen Marineluftstreitkräfte. 96 steht für 2596 (1936) – das Jahr (Kōki) der Einführung in der japanischen Zeitrechnung.

## Entwicklung und Einsatz

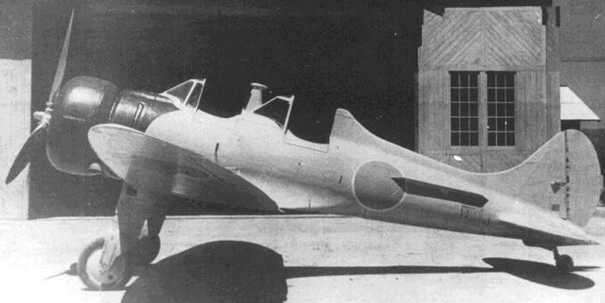
Doppelsitzige Schulversion A5M4-K

Der Einsatz des Typs erfolgte ab September 1937 gegen China (Japanisch-Chinesischer Krieg) und später gegen die USA nach dem japanischen Angriff auf Pearl Harbor Anfang Dezember 1941.
Der Erstflug unter der Bezeichnung Ka-14 fand am 4. Februar 1935 statt. Mitsubishi produzierte 788 Maschinen, hinzu kamen 303 Maschinen von Watanabe und 264 Stück von der Marine-Flugzeugwerft Omura.
Die A5M war ein beachtenswertes Flugzeug: Die geforderte Spezifikation von 350 km/h Fluggeschwindigkeit galt für die in den Kinderschuhen steckende japanische Flugzeugindustrie als kaum erreichbar. Während der Erprobungsphase schaffte die Maschine überraschenderweise sogar 450 km/h.
Die Versionen: Die ersten Serienmaschinen A5M1 (96 Stück) hatten luftgekühlte Neunzylinder-Sternmotoren vom Typ Nakajima Kotobuki 2 KAI 2 (Lizenzbau des Bristol Jupiter) mit 430 kW (585 PS) Leistung. Die Nachfolgeversion A5M2a war weitestgehend ähnlich, jedoch mit 610-PS-Motoren besser motorisiert. Die A5M2b mit dem Motor Kotobuki 2 KAI 3 (640 PS) war der wichtigste Marinejäger Japans im Japanisch-Chinesischen Krieg. Die letzte Version war die A5M4 mit Kotobuki-41-Motoren und 523 kW (710 PS) Leistung. Diese waren im Pazifikkrieg auch gegen die US-Maschinen im Einsatz, wurden jedoch bereits 1942 aufgrund ihres geringen Potenzials in die zweite Reihe verbannt.

## Technische Daten

Dreiseitenriss

| Kenngröße             | Daten |
| --------------------- | --- |
| Besatzung             | 1 |
| Länge                 | 7,57 m |
| Spannweite            | 11,00 m |
| Höhe                  | 3,20 m |
| Flügelfläche          | 17,8 m² |
| Flügelstreckung       | 6,8 |
| Max. Startmasse       | 1705 kg |
| Antrieb               | 1× luftgekühlter Neunzylinder-Sternmotor Kotobuki 41 mit 710 PS (522 kW) oder 1× Kotobuki-41-Kai mit 785 PS (577 kW) |
| Höchstgeschwindigkeit | 440 km/h in 3000 m Höhe                                                                                              |
| Dienstgipfelhöhe      | 9800 m |
| Max. Reichweite       | 1200 km |
| Bewaffnung            | 2× 7,7-mm-Maschinengewehre 2× 30 kg Bomben                                                                           |